# Article 19
Article 19 ou ARTICLE 19 est une association britannique des droits de l'homme qui se concentre sur la défense et la promotion de la liberté d'expression et de la liberté d'information dans le monde entier. Elle a été fondée en 1987. L'organisation tire son nom de l'article 19 de la déclaration universelle des droits de l'homme :

« Tout individu a droit à la liberté d’opinion et d’expression, ce qui implique le droit de ne pas être inquiété pour ses opinions et celui de chercher, de recevoir et de répandre, sans considérations de frontières, les informations et les idées par quelque moyen d’expression que ce soit. » (lire sur Wikisource)